# 大湖乡 (闽侯县)
大湖乡是中国福建省福州市闽侯县下辖的一个乡。

## 行政区划
大湖乡下辖以下地区：
新塘村、箬洋村、马墘村、洋山村、后井村、仙山村、大坪村、珍山村、后洋村、双溪村、上苑村、大池村、兰田村、碾坑村、岭头村、东姚村、墙坪村、东墘村、坂头村、茶坪村、六锦村、大湖村和雪峰村。